# Polisportiva Trani 1994-1995
Questa voce raccoglie le informazioni riguardanti  la Polisportiva Trani nelle competizioni ufficiali della stagione 1994-1995.

## Rosa
| N. |                   | Ruolo | Calciatore          |
| -- | ----------------- | ----- | ------------------- |
|    | Italia (bandiera) | C     | Pietro Armenise     |
|    | Italia (bandiera) | C     | Fabrizio Boccaccino |
|    | Italia (bandiera) | D     | Flavio Borsani      |
|    | Italia (bandiera) | D     | Vincenzo Bovio      |
|    | Italia (bandiera) | C     | Fabio Bucciarelli   |
|    | Italia (bandiera) | D     | Sante Curci         |
|    | Italia (bandiera) | C     | Osvaldo Dalla Bona  |
|    | Italia (bandiera) | A     | Ignazio Damato      |
|    | Italia (bandiera) | P     | Emiliano Dei        |
|    | Italia (bandiera) | C     | Gianluca Di Giulio  |
|    | Italia (bandiera) | D     | Patrizio Amoruso    |
|    | Italia (bandiera) | D     | Donato Gentile      |
|    | Italia (bandiera) | A     | Filadelfo A Insauto |

| N. |                   | Ruolo | Calciatore         |  |
| -- | ----------------- | ----- | ------------------ |  |
|    | Italia (bandiera) | D     | Dario Italia       |  |
|    | Italia (bandiera) | A     | Simone Mainardi    |  |
|    | Italia (bandiera) | D     | Ernesto Martinelli |  |
|    | Italia (bandiera) | C     | Salvatore Maurelli |  |
|    | Italia (bandiera) | C     | Domenico Minutolo  |  |
|    | Italia (bandiera) | D     | Giampaolo Motta    |  |
|    | Italia (bandiera) | C     | Graziano Nocera    |  |
|    | Italia (bandiera) | C     | Paolo Ottavi       |  |
|    | Italia (bandiera) | A     | Vittorio Torino    |  |
|    | Italia (bandiera) | C     | Nicola Tritta      |  |
|    | Italia (bandiera) | D     | Giacomo Zaccaria   |  |
|    | Italia (bandiera) | A     | Graziano Zani      |  |